# ライセック＝ヘーエンバーン
ライセック＝ヘーエンバーン（独: Reißeck-Höhenbahn、英: Reisseck Mountain Railway、ライセック登山鉄道の意）は、かつてオーストリア共和国ケルンテン州シュピッタール・アン・デア・ドラウ郡ライセックにあった、軌間600ミリメートルのナローゲージ鉄道である。
当鉄道は、ライセック・フニクラー鉄道のSchoberbodenの頂上駅が起点となっていた。
当鉄道は、2014年に閉鎖されている。

## 歴史
ライセック＝クロイツェック (Reißeck-Kreuzeck) 発電所の建設のために、工業用鉄道が必要となった。
1953年7月1日に、路線が開業した。
建設工事が完了した後、メンテナンスを理由に路線を保持することになり、同様に鉄道を観光客へ開放することが決定された。
1969年に、ライセック登山鉄道会社 (Reißeck-Höhenbahngesellschaft mbH) が設立されたが、1965年9月16日までは公共サービスが始まっていなかった。

## 経路
ライセック・フニクラーと一緒に、ライセック登山鉄道にてプラトー湖 (Seenplateau) とSchoberbodenを連絡している。
当路線は、延長2,130メートルのトンネルを通り抜ける、延長3,359メートルの路線であった。
旅客サービス向けとしての終点は、起点から2,250メートル (AA)（北緯46度55分1秒 東経13度22分5秒 / 北緯46.91694度 東経13.36806度）に位置する、「ベルクホテル・ライセック (Berghotel Reißeck)」のホテルであった。
当路線は、オーストリアで最も高地にある鉄道であり、ラック区間を含まず、一般に開放されている、ヨーロッパで最も高地にある鉄道の一つであることを意味している。
一つの列車で、乗客68名を乗せることができた。

## 鉄道車両
| クラス    | 製造年 | 製造メーカー                             | 備考         |
| --------- | ------ | ---------------------------------------- | ------------ |
| JW 20     | 1960   | イエンバッハ・ヴェルケ (Jenbacher Werke) | 除雪用機関車 |
| JW 20     | 1963   | イエンバッハ・ヴェルケ                   | 予備機関車   |
| JW DH40B6 | 1983   | イエンバッハ・ヴェルケ                   |              |

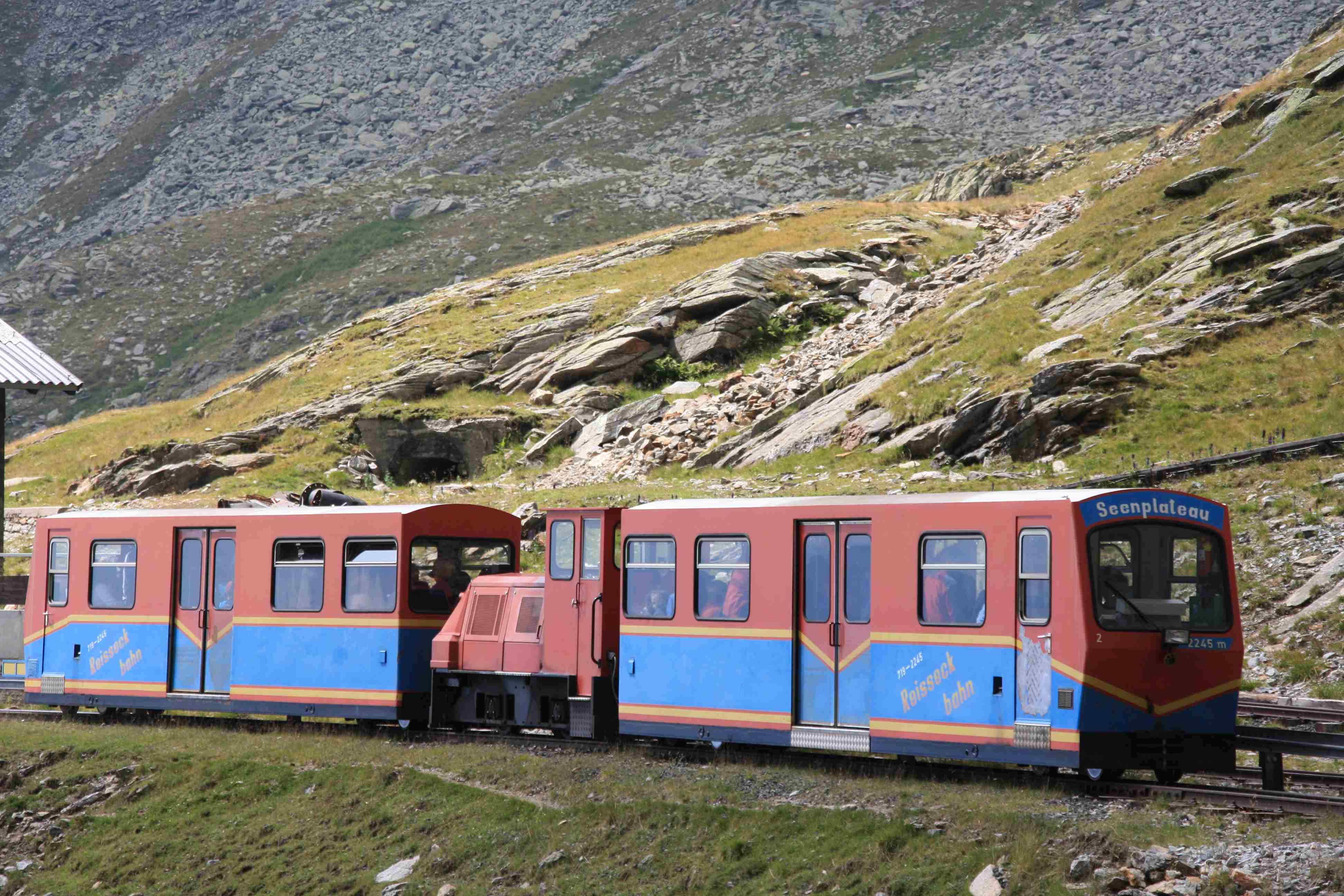
中央にある機関車とナローゲージ路線

1983年までは、旅客サービス向けに36席の客車を自社製造して使用していた。
客車には、乗務員用として客車の端に乗務員室があった。
1983年に、それぞれ10メートルの長さで、14座席および20立席に適合する、2つの駆動客車がクノッツ (Knotz) より供給された。

## 支線
プラトー湖の終点の直前で、延長250メートルの工業用である、ケーブル鉄道が分岐していた。
これは、HochalmseeとRadlseeへの2つの粘着区間に分けられており、その大部分が、延長おおよそ3キロメートルのトンネル内を走行し、かつ電力会社のフェアブント向けの貨物輸送のみが認可されていた。
これらの路線は、約2,400メートルで終了していた。

## 閉鎖
2014年8月1日に、豪雨によって登山鉄道の道床の部分が流失した。
同年8月9日に、一時停止を行いながら、緊急サービスとしての開業となった。
同年9月7日に、当鉄道がバスに置き換えられるのを条件として、最終的に当鉄道の運行が終了した。
湖行きのバスを使用するための道路へのトンネル改造では、第1ライセック (Reißeck I) 発電所までトンネルを通り抜けている鉄道路線ならびに水道管を解体撤去する必要があった。
第2ライセック (Reißeck II) 発電所建設の遅延により、まず最初にこの工事を実行することができなかったため、当分の間、Schoberbodenにて観光サービスが終了している。

## ギャラリー

2014年夏、丸裸になった軌道
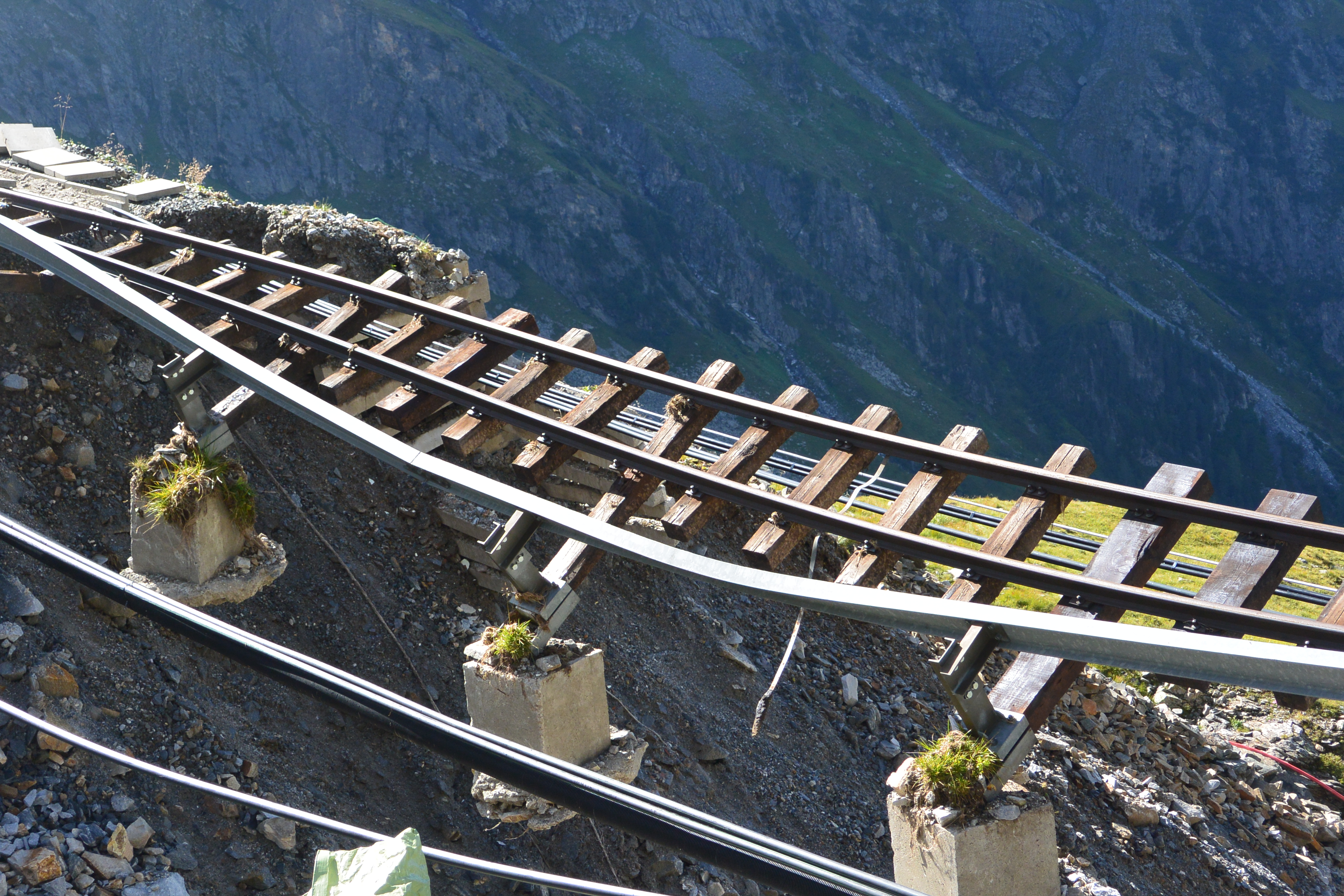
道床流失の区間
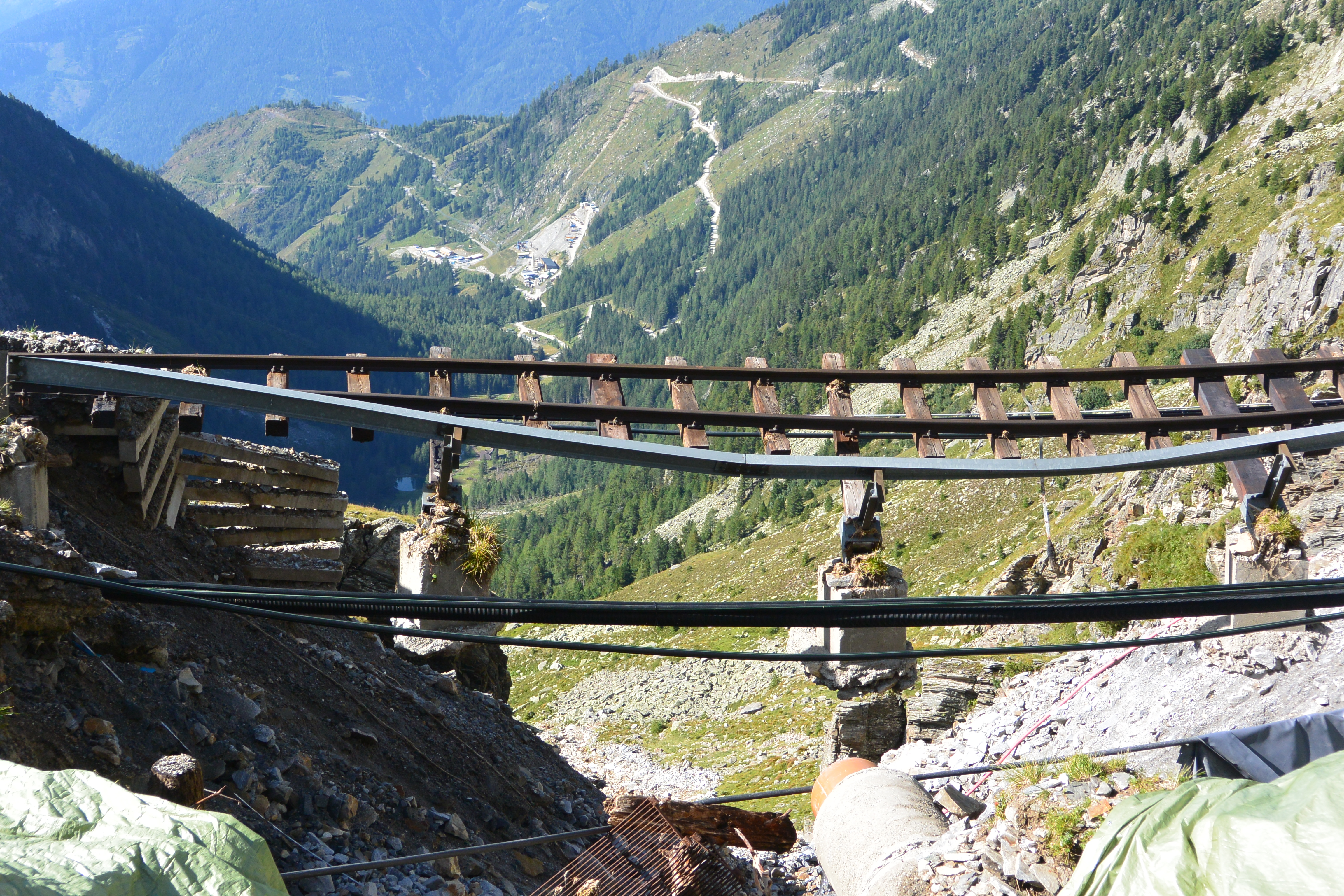
道床流失の区間
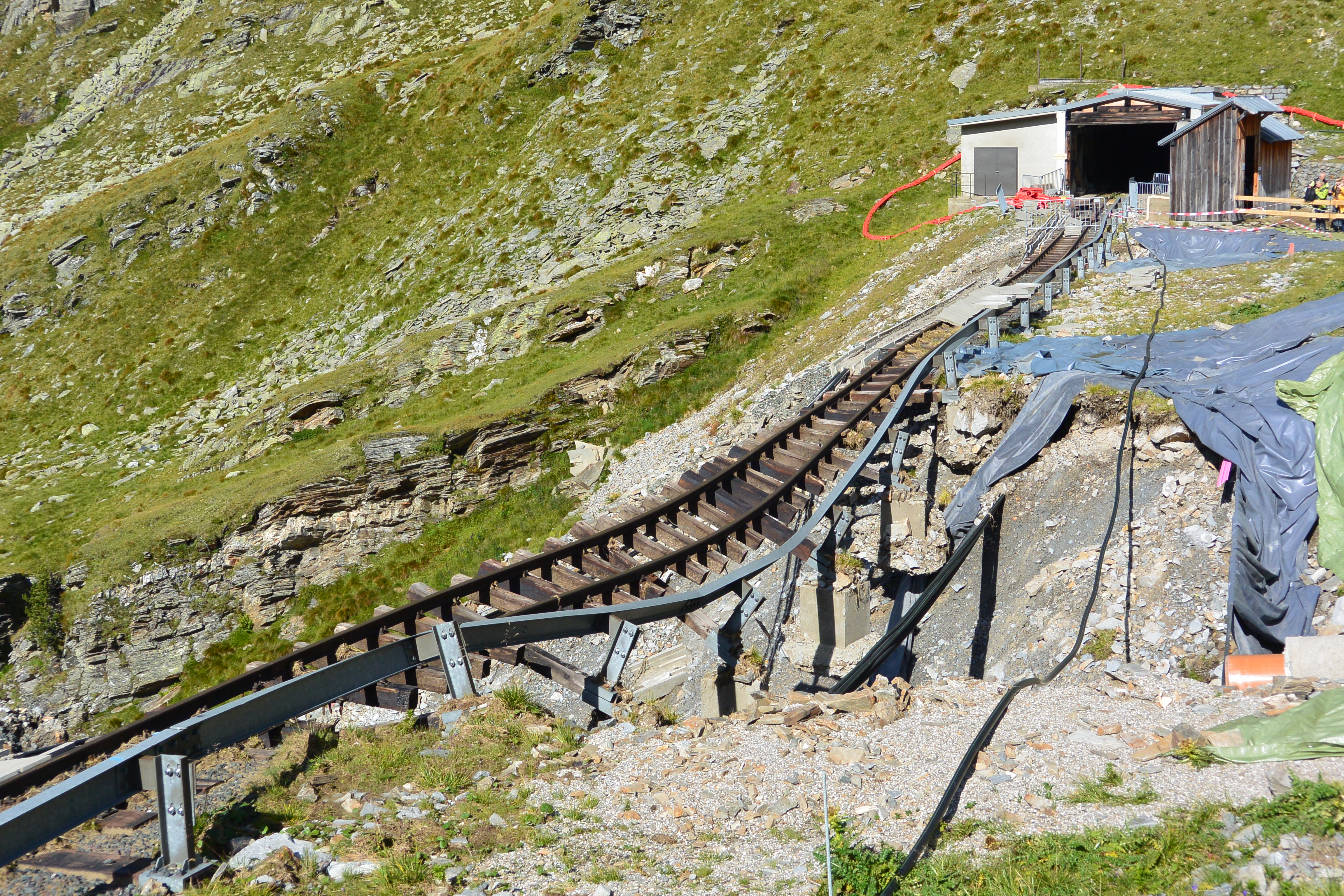
道床流失の区間